# Федерація футболу Сомалі
Федерація футболу Сомалі (англ. Somali Football Federation; фр. Fédération Somalienne de Football) — організація, що здійснює контроль та управління футболом у Сомалі. Офіційно зареєстрована в столиці держави — Могадішо . ФФС член ФіФА, КАФ та УАФА. Федерація організує діяльність та керує національними збірними з футболу (чоловічою, жіночою, молодіжними). Від 1988 року домашні ігри не можуть проводитись в зв'язку з Громадянською війною, що триває в Сомалі. Тому збірні вимушені постійно грати за межами країни.